# Ceratosolen brongersmai
Ceratosolen brongersmai är en stekelart som beskrevs av Wiebes 1963. Ceratosolen brongersmai ingår i släktet Ceratosolen och familjen fikonsteklar. Inga underarter finns listade i Catalogue of Life.